# Петров-Агатов, Александр Александрович
Алекса́ндр Алекса́ндрович Петро́в-Ага́тов (настоящая фамилия — Петро́в; 1921, Славгород, Омская губерния — 1986) — советский поэт, прозаик, переводчик, диссидент, политический заключённый, а также мошенник.

## Биография
Впервые был арестован в 1947 году и в июне 1948 года осужден по статье 58-10 УК РСФСР (контрреволюционная агитация). Находясь в заключении, Трибуналом войск МВД при Дальстрое был приговорен 29 сентября 1950 года по статье 58-10 еще к 10 годам лагерей.
7 августа 1956 года постановлением комиссии Президиума Верховного Совета СССР срок заключения ему был снижен до фактически отбытого, и его освободили со снятием судимости.
Как утверждается в Хронике текущих событий (выпуск 48, 1974 год), в 1960 году был снова арестован (видимо, по обвинению в мошенничестве), освободился в 1967 году.
Занимался переводами (переводил на русский стихи чеченских и ингушских поэтов), был членом Ленинградского отделения Союза писателей СССР. Его стихи и рассказы были опубликованы в 1967—1968 годах в журналах «Нева» и «Простор».
В июле 1968 года был вновь арестован, в 1969 году приговорен к 7 годам лишения свободы по обвинению в антисоветской агитации и пропаганде. В обвинительном заключении по его делу было сказано: «Произведенным по делу расследованием установлено, что ПЕТРОВ с 1943 г. писал, хранил и распространял различные стихи антисоветского содержания… В дальнейшем ПЕТРОВ А.А. написанные в 1943-53 гг. стихи антисоветского содержания переписал в записные книжки и хранил их с целью последующего распространения. В 1968 г. ПЕТРОВ… составил рукописный сборник, озаглавив его „Песни надежды и веры“. В свой рукописный сборник ПЕТРОВ включил антисоветские стихи, написанные им в 1943-53гг.., в которых содержатся клеветнические измышления, порочащие советский государственный и общественный строй, а в стихотворениях „К Богу“ и „Соединенные Штаты Америки“, „Президенту Джонсону“, кроме того, содержатся призывы к свержению Советской власти… В июле 1968 г. он, кроме того, написал текст антисоветского содержания под названием „Послесловие“». Содержался в колонии строгого режима в Мордовии (Дубравлаг), три года провел во Владимирской тюрьме. Из заключения переправлял на Запад стихотворения и публицистику, был освобожден в 1975 году.
В заключении выдавал себя за того поэта Агатова (Гуревича), который был автором известной песни «Тёмная ночь».
2 февраля 1977 года в «Литературной газете» была опубликована статья Петрова-Агатова под названием «Лжецы и фарисеи», направленная против А. И. Гинзбурга и других диссидентов.
Свой третий срок заключения Петров-Агатов получил в 1981 году по обвинению в мошенничестве. При этом еще в 1963 году в Лениздате вышла книга В. Н. Лякина, П. М. Петрова, К. Г. Рогова и Н. П. Чурсинова «Враг не достигнет цели», на стр. 175—176 которой о Петрове-Агатове было написано следующее:

В октябре 1961 года к одному руководителю учреждения обратился некий Петров-Агатов и заявил, что редакция газеты «Известия» поручила ему разобраться и написать статью о внедрении в промышленность нового изобретения ленинградского профессора.
Руководитель учреждения созвал широкое совещание, на которое пригласил ученых специалистов различных ленинградских организаций и автора изобретения. Всем им по ходу совещания Петров задавал «уточняющие» вопросы.
Узнав об этой истории, работники ленинградского отделения газеты удивились. Ведь среди сотрудников «Известий» нет и не было корреспондента по фамилии Петров-Агатов. Оказалось, что у него никто даже не проверил документов.
Кто же такой Петров и почему он заинтересовался изобретением? Петров оказался проходимцем и мошенником. Только за последние десять лет он семь раз судился за мошенничество, антисоветскую агитацию и неоднократные побеги из мест заключения.
В свое время он познакомился с изобретателем. По приезде в Ленинград Петров разыскал его и предложил «протолкнуть» изобретение, но за это автор изобретения должен был уплатить ему 400 рублей. Чтобы показать ему свои «силы» и «возможности», Петров «организовал» совещание специалистов на высоком уровне. Подобным же образом он обманул ряд руководящих работников в Баку, в Риге и других городах.
По ленинградскому радио в конце декабря 1961 года передавался фельетон о том, как один мошенник под видом референта Министерства просвещения Осетии обманул нескольких доверчивых ленинградских музыкантов и художников, получив с них деньги на приобретение двух пианино. «Референтом» был тот же Петров.
Петров привлечен к судебной ответственности.

Умер в 1986 году, находясь в заключении.